# Celulă Schwann
Celula Schwann este o formațiune de celule gliale ce are ca rol secreția mielinei, astfel formând teaca Schwann. Între două astfel de celule se află câte o strangulație Ranvier.
Celule Schwann sunt irepetabile.
Odată procesul de demielinizare parțială sau totală a unui nerv, nu mai poate fi refăcut cu celule Schwann.
"Pansamentul" aferent porțiuni demielinizate este realizat cu ajutorul celulelor gliale. 